# Cycas maconochiei
Cycas maconochiei — вид голонасінних рослин класу саговникоподібні (Cycadopsida).
Етимологія: вшанування покійного Джона Маконохі (англ. John Maconochie), ботаніка з уряду Північної Території, який розпочав повний перегляд роду Cycas. Його робота була трагічно обмежена, але його зауваження і зразки залишилися і зробили неоціненний внесок у цю роботу.

## Опис
Стебла деревовиді, 3(7) м заввишки, 9–15 см діаметром у вузькому місці. Листки темно-зеленого або сіро-зелені, напівглянсові, довжиною 70–120 см. Пилкові шишки вузько-яйцевиді, помаранчеві, довжиною 20–34 см, 10–14 см в діаметрі. Мегаспорофіли 20–27 см завдовжки, сіро-повстяні і коричнево-повстяні. Насіння плоске, яйцевиде, 33–36 мм завдовжки, 29–32 мм завширшки; саркотеста помаранчево-коричнева, злегка вкрита нальотом, товщиною 3 мм.

## Поширення, екологія
Країни поширення: Австралія (Північна територія). Росте на висотах від рівня моря до 40 м. Цей вид зазвичай зустрічається на піщаних ґрунтах в савановому рідколіссі. Рослини зростає також у болотистих районах і на прибережних дюнах.

## Загрози та охорона
Вторгнення чужорідних трав і збільшення інтенсивності вогню, швидше за все, будуть мати негативні наслідки для цього виду в майбутньому. Багато населення виду знаходиться на аборигенних землях і правила охорони на цій землі ще не повністю розглянуті. Популяції знаходяться в парках і заповідниках в Північній території.